# Heavy Montréal
 (avril 2024).
Le Heavy Montréal (aussi connu sous le nom de Heavy MTL) est un festival de musique heavy metal ayant lieu au Parc Jean-Drapeau à Montréal, dans la province de Québec, au Canada depuis 2008. Le festival présente des artistes de la scène métal reconnus internationalement. Il attire près de 70 000 spectateurs annuellement. Le festival, auparavant connu sous le nom de Heavy MTL, est renommé Heavy Montréal en 2014.

## Historique

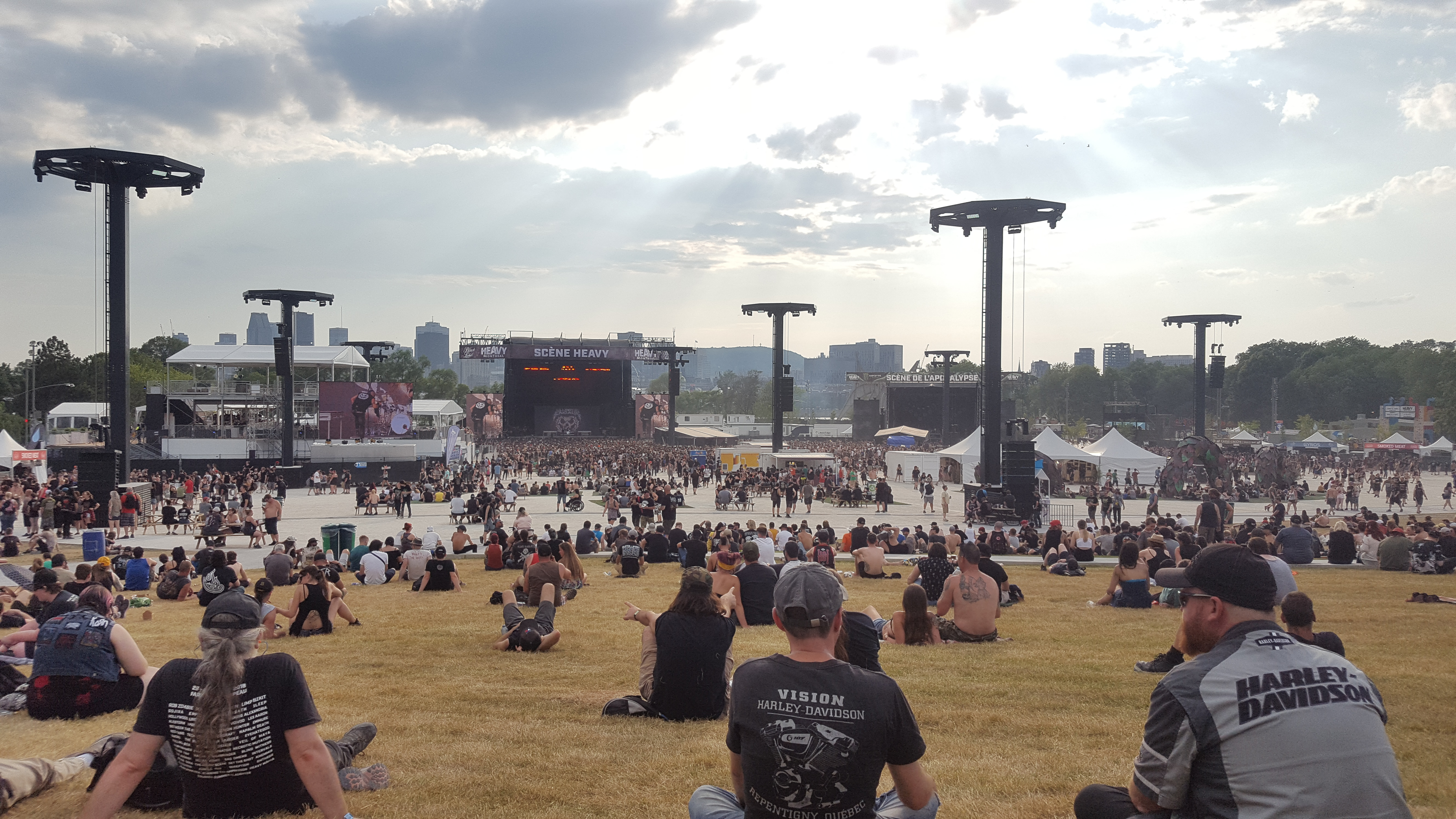
Site du Heavy Montréal en 2019

La première édition du Heavy MTL se déroule les 21 et 22 juin 2008, au Parc Jean-Drapeau. Ce festival montréalais axé sur la musique heavy metal se veut une nouveauté au Canada selon les organisateurs du Groupe Spectacles Gillett. Les lettres MTL dans le nom du festival représente l'abréviation de la ville hôte, Montréal, ainsi que celle du genre musical, métal. L'arrêt du groupe Iron Maiden lors de sa tournée mondiale « Somewhere Back in Time World Tour » et celui de Mötley Crüe marquent la première édition du festival. L'assistance s'élève à environ 36 000 spectateurs sur les deux jours du festival.
L'édition de 2009 du festival a été annulée en raison des nombreux concerts de groupes de heavy metal présentés à Montréal cette même année.
Le Groupe Spectacles Gillett est vendu en décembre 2009 avec le club de hockey les Canadiens de Montréal à la famille Molson. Le 25 mars 2010, le Groupe Spectacles Gillett devient Evenko. Evenko est alors le nouveau promoteur du Heavy MTL.
En 2010, la deuxième édition du Heavy MTL a eu lieu les 24 et 25 juillet. Le festival regroupe plus de 20 groupes de heavy metal, dont Megadeth et Slayer. Le Mayhem Festival 2010 a également fait partie du Heavy MTL le 25 juillet 2010.
En 2013, la cinquième édition du Heavy MTL a eu lieu les 10 et 11 août 2013, au parc Jean-Drapeau de l’Île Saint-Hélène, et le 9 août en plein cœur de la ville, avec le Summer Slaughter Tour au Métropolis de Montréal. L’événement a accueilli des groupes comme Avenged Sevenfold, Danzig et Rob Zombie. Il s'agit aussi de la première année où a eu lieu le Heavy Mania, des spectacles de luttes, dans un coin du parc aménagé exprès pour l'occasion.
En 2014, le festival change de nom pour Heavy Montreal dans le but de diversifier la programmation,. L’événement, en quête d'accueillir plus de visiteurs, décide d'élargir les genres musicaux présentés au festival en offrant des groupes de métal, hardrock et punk. L'année suivante, une journée additionnelle est ajoutée à la programmation. Le festival se déroule donc sur trois jours du 7 au 9 août 2015 en plus d'offrir des spectacles au Club Soda et aux Katacombes durant la semaine. La diversification du festival se fait bien sentier avec la présence de groupes metal et de punk,.  
En 2016, le festival change d'emplacement au Parc Jean-Drapeau puisqu'il doit partager celui-ci avec le festival île Soniq et reprend sa formule sur deux jours. L'édition de 2017 est annulée en raison des spectacles de Metallica et de Guns N' Roses présentés à des dates rapprochés à celles du festival,. Ces deux événements attirent plus de 30 000 spectateurs chacun. Les travaux tenus au Parc jean Drapeau en 2017 ainsi que les festivités du 375e anniversaire de la ville de Montréal contribuent également à l'annulation de cette édition.

## Programmations antérieures

### Années 2000

#### 2008
| Scène principale                                               | Scène secondaire                                                 |
| -------------------------------------------------------------- | ---------------------------------------------------------------- |
| Lauren Harris 3 Inches of Blood Hatebreed Mastodon Iron Maiden | Unexpect Overkill Symphony X HammerFall Type O Negative Dethklok |

| Scène principale                                                       | Scène secondaire                                             |
| ---------------------------------------------------------------------- | ------------------------------------------------------------ |
| Mötley Crüe Drowning Pool Three Days Grace Voivod Death Boat Priestess | Anthrax Disturbed Shadows Fall Your Favorite Enemies Warrant |

### Années 2010

#### 2010
| Scène Heavy                                                            | Scène Jägermeister                                                                                |
| ---------------------------------------------------------------------- | ------------------------------------------------------------------------------------------------- |
| Skeletonwitch High on Fire Kataklysm Anvil Rob Halford Slayer Megadeth | 36 Crazyfists Baptized in Blood Melissa Auf der Maur Fear Factory Testament Mastodon Alice Cooper |

| Scène Rockstar Mayhem Festival                                                                               | Scène Jägermeister                                                                  | Scène Silver Star                                                             |
| --- | ----------------------------------------------------------------------------------- | ----------------------------------------------------------------------------- |
| Hail the Villain Despised Icon Airbourne Winds of Plague Five Finger Death Punch Lamb of God Rob Zombie Korn | Beneath the Massacre Shadows Fall Chimaira Hatebreed Alexisonfire Avenged Sevenfold | Deadly Apples Les Ékorchés Norma Jean 3 Inches of Blood In This Moment Atreyu |

#### 2011
| Scène Heavy                                                                       | Scène Jägermeister                                                        | Scène Budweiser                                                                                                   |
| --------------------------------------------------------------------------------- | ------------------------------------------------------------------------- | --- |
| Slaves on Dope Red Fang Suicide Silence Machine Head In Flames Godsmack Disturbed | Dead and Divine All Shall Perish Death Angel Unearth Trivium Billy Talent | Mass Murder Messiah Straight Line Stitch Blackguard Kingdom of Sorrow Grimskunk Necronomicon Dissension Cryptopsy |

| Scène Heavy                                                    | Scène Jägermeister                                                    | Scène Budweiser                                                                     |
| -------------------------------------------------------------- | --------------------------------------------------------------------- | ----------------------------------------------------------------------------------- |
| Lazarus A.D. Girlschool As I Lay Dying Morbid Angel Opeth Kiss | Endast Times of Grace Annihilator Children of Bodom Anthrax Motörhead | Les Guenilles Anonymus Slaves on Dope Diamond Head DevilDriver The Catalyst Gorguts |

#### 2012
| Scène Heavy                                                                                           | Scène Jägermeister                                                                       | Scène de l'Apocalypse                                                                                         |
| --- | ---------------------------------------------------------------------------------------- | --- |
| - Diemonds - Veil of Maya - Between the Buried and Me - Cannibal Corpse - Deftones - System of a Down | - Job for a Cowboy - Periphery - Kataklysm - Killswitch Engage - Five Finger Death Punch | - Bookakee - Dark Century - Rose Funeral - Exhum Apocalypse - Goatwhore - Origin - The Faceless - Battlecross |

| Scène Heavy MTL                                                                                    | Scène Jägermeister                                                          | Scène de l'Apocalypse                                                                          |
| -------------------------------------------------------------------------------------------------- | --------------------------------------------------------------------------- | ---------------------------------------------------------------------------------------------- |
| - Dance Laury Dance - Protest the Hero - Gojira - The Dillinger Escape Plan - In Flames - Slipknot | - Blind Witness - Overkill - Trivium - Suicidal Tendencies - Marilyn Manson | - Hollow - The Agonist - Iwrestledabearonce - B.A.R.F. - Emmure - Cancer Bats - Sword - Voivod |

#### 2013
| Samedi 10 août | Dimanche 11 août |
| --- | --- |
| - A Day To Remember - All Shall Perish - At The Gates - Avenged Sevenfold - Baroness - Black Label Society - BlackGuard - Danzig avec Doyle - Death Lullaby - Device - Gwar - Halestorm - HELLYEAH - Megadeth - Motionless In White - Newsted - Obey the Brave - Oceano - Sick Of It All - Steel Panther - Wintersun - Within The Ruins | - Amon Amarth - Augury - August Burns Red - Children Of Bodom - Cryptopsy - Finntroll - Godsmack - Havok - Huntress - Indian Handcrafts - Machine Head - Mastodon - Pallbearer - Rob Zombie - Slaves On Dopes - Structures - The Acacia Strain - Unexpect |

Samedi 10 août

#### 2014
| Scène Molson Canadian                                                              | Scène Heavy                                                         | Scène de l'apocalypse                                                                                    | Scène de la forêt                                                                         |
| ---------------------------------------------------------------------------------- | ------------------------------------------------------------------- | --- | ----------------------------------------------------------------------------------------- |
| - Monster Truck - Overkill - Apocalyptica - Dropkick Murphys - Anthrax - Metallica | - Babymetal - Pennywise - Three Days Grace - Voivod - The Offspring | - Eagle Tears - Mass Hysteria - Municipal Waste - Whitechapel - Protest The Hero - The Vandals - Madball | - Kublai Khan - Biblical - Unlocking The Truth - Whores - Nekrogoblikon - Beyond Creation |

Dimanche 10 août
| Scène Molson Canadian                                                   | Scène Heavy                                                                   | Scène de l'apocalypse                                                                         | Scène de la forêt                                                                                           |
| ----------------------------------------------------------------------- | ----------------------------------------------------------------------------- | --------------------------------------------------------------------------------------------- | --- |
| - Grimskunk - Exodus - Symphony X - Hatebreed - Twisted Sister - Slayer | - Bat Sabbath - Death Angel - Epica - Body Count - Bad Religion - Lamb of God | - La Corriveau - Nashville Pussy - Cynic - We Came As Romans - Alestorm - Unearth - Fucked Up | - Beheading of a King - Sworn In - Gideon - Stick to Your Guns - The Motorleague - Nepentes - Truckfighters |

#### 2015
| Scène Molson Canadian                                                 | Scène Heavy                                                  | Scène de l'apocalypse                                                                    | Scène de la forêt                                                                     |
| --------------------------------------------------------------------- | ------------------------------------------------------------ | ---------------------------------------------------------------------------------------- | ------------------------------------------------------------------------------------- |
| - The Flatliners - Anonymus - Strung Out - Extreme - Meshuggah - Korn | - Gorguts - Venom Inc - Arch Enemy - Lagwagon - Alexisonfire | - After the Burial - Revocation - The Acacia Strain - Veil of Maya - Lofofora - Neurosis | - toyGuitar - Beyond Creation - Cattle Decapitation - Nothing More - Moneen - Obscura |

| Scène Molson Canadian                                                                | Scène Heavy                                                 | Scène de l'apocalypse                                                               | Scène de la forêt                                                                                |
| ------------------------------------------------------------------------------------ | ----------------------------------------------------------- | ----------------------------------------------------------------------------------- | ------------------------------------------------------------------------------------------------ |
| - Slaves on Dope - Rocket from the Crypt - Abbath - Testament - NOFX - Faith No More | - Deafheaven - Lita Ford - Gojira - Billy Talent - Iggy Pop | - The Brains - Glassjaw - Swingin' Utters - B.A.R.F. - Devin Townsend - Dying Fetus | - Mass Murder Messiah - Ion Dissonance - Masked Intruder - Dig It Up - The Agonist - Battlecross |

| Scène Molson canadian                                                | Scène Heavy                                                                                                 | Scène de l'apocalypse                                                                        | Scène de la forêt                                                                          |
| -------------------------------------------------------------------- | --- | -------------------------------------------------------------------------------------------- | ------------------------------------------------------------------------------------------ |
| - Fozzy - Coal Chamber - Dokken - Bullet for My Valentine - Slipknot | - Motionless in White - Warrant - Marky Ramone, Blitzkrieg et Andrew W.K. - Within Temptation - Lamb of God | - Omnium Gatherum - Insomnium - Jasta - Pig Destroyer - Sanctuary - Ihsahn - Nuclear Assault | - Exes For Eyes - Sandveiss - Dead Tired - Small Brown Bike - Upon a Burning Body - Wilson |

#### 2016
| Scène Molson Canadian                                                              | Scène Heavy | Scène Blabbermouth.net                                                                    |
| ---------------------------------------------------------------------------------- | --- | ----------------------------------------------------------------------------------------- |
| - Pop Evil - Fear Factory - Carcass - Sabaton - Mastodon - Five Finger Death Punch | - USA Out of Vietnam - The Dillinger Escape Plan - Kataklysm - Sebastian Bach - Black Label Society - Nightwish | - Inquisition - Skeletonwitch - Escape the Fate - Attila - Suicide Silence - Cult of Luna |

| Scène Molson Canadian                                                                                      | Scène Heavy                                                                                     | Scène Blabbermouth.net                                                            |
| --- | ----------------------------------------------------------------------------------------------- | --------------------------------------------------------------------------------- |
| - I Prevail - Despised Icon - Saint Asonia - Blind Guardian - Alter Bridge - Breaking Benjamin - Disturbed | - We Came As Romans - Animals as Leaders - Hatebreed - Zakk Wylde - Killswitch Engage - Volbeat | - Mantar - Beartooth - Memphis May Fire - Suffocation - Napalm Death - Candlemass |

#### 2018
| Scène Heavy                                                                | Scène de l'apocalypse                                                    | Scène de la forêt                                                                                           | Scène du jardin                                                                                          |
| -------------------------------------------------------------------------- | ------------------------------------------------------------------------ | --- | --- |
| - Pallbearer - Sword - Tech N9ne - I Prevail - Marilyn Manson - Rob Zombie | - Born of Osiris - Lee Aaron - Baroness - Alestorm - Underoath - Emperor | - Veil of Maya - The Black Dahlia Murder - Witchcraft - Napalm Death - Red Fang - Between the Buried and Me | - Burning The Oppressor - Jungle Rot - Entheos - Soreption - Allegaeon - The Agony Scene - Erra - Jinjer |

| Scène Heavy | Scène de l'apocalypse                                         | Scène de la forêt                                                                  | Scène du jardin                                                                               |
| --- | ------------------------------------------------------------- | ---------------------------------------------------------------------------------- | --------------------------------------------------------------------------------------------- |
| - Helix - Demon Hunter - Voivod - Asking Alexandria - Hollywood Undead - Limp Bizkit (remplaçant Avenged Sevenfold) | - Intervals - Emmure - Ultra Vomit - Sleep - Trivium - Gojira | - Blind Witness - Power trip - Warbringer - Gloryhammer - Eyehategod - Perturbator | - NonHuman Era - Get the Shot - Bad Omens - The Agonist - Havok - Khemmis - Necrotic Mutation |

#### 2019
| Scène Heavy                                                                | Scène de l'apocalypse                                                                  | Scène de la forêt                                                                         | Scène du jardin |
| -------------------------------------------------------------------------- | -------------------------------------------------------------------------------------- | ----------------------------------------------------------------------------------------- | --- |
| - Fever 333 - Kataklysm - Beartooth - Killswitch Engage - Godsmack - Ghost | - Galatic Empire - Metal Church - Quiet Riot - Hatebreed - Steel Panther - Evanescence | - Harm's Way - Devin Townsend - All That Remains - Cancer Bats - Municipal Waste - Watain | - Brand of Sacrifice - Lorna Shore - Nekrogoblikon - Rivers of Nihil - The Faceless - Carnifex - Cattle Decapitation - Dying Fetus |

| Scène Heavy                                                                 | Scène de l'apocalypse                                                    | Scène de la forêt                                                                                          | Scène du jardin                                                                        |
| --------------------------------------------------------------------------- | ------------------------------------------------------------------------ | --- | -------------------------------------------------------------------------------------- |
| - Knocked Loose - Despised Icon - Skillet - In This Moment - Slash - Slayer | - Mountain Dust - Beast in Black - Atreyu - Gamma Ray - Clutch - Anthrax | - Dopethrone - Skálmöld - Fu Manchu - Corrosion of Conformity - Terror - Counterparts - Stick to Your Guns | - Junkowl - Dirty Honey - The Great Sabatini - Metalachi - 3Theeth - Demolition Hammer |

### Années 2020

#### 2020
L'édition 2020 est annulée.

#### 2023
L'édition 2023 est annulée.

#### 2024
- Dying Fetus, Decapitated, Abbath, Grimskunk, Our Last Night, Periphery, Hanabie., Electric Callboy, Grimskunk, Sim, 1349, Sebastian Bach, Symphony X, Sleep Token, Archspire, Pallbearer, Skillet, The Used, Northlane, Fallujah, 3 Inches of Blood, Lamb of God & Mastodon, Leprous, Powerwolf, Lord of the Lost, Extreme, Hatebreed, Testament & Kreator, Opeth, Enter Shikari, Evanescence, Iron Maiden, The Pineapple Thief